# Dorylus mandibularis
Dorylus mandibularis är en myrart som beskrevs av Mayr 1896. Dorylus mandibularis ingår i släktet Dorylus och familjen myror.

## Underarter
Arten delas in i följande underarter:
- D. m. mandibularis
- D. m. pulchellus